# Piona wolcotti
Piona wolcotti är en kvalsterart som beskrevs av Marshall 1937. Piona wolcotti ingår i släktet Piona och familjen Pionidae. Inga underarter finns listade i Catalogue of Life.